# Avenged Sevenfold
Avenged Sevenfold (viết tắt là A7X) là một ban nhạc heavy metal người Mỹ đến từ Huntington Beach, California, được thành lập vào năm 1999. Đội hình ban nhạc hiện tại gồm giọng ca M. Shadows, nghệ sĩ rhythm guitar Zacky Vengeance, nghệ sĩ lead guitar Synyster Gates, tay bass Johnny Christ, và tay trống Brooks Wackerman.
Avenged Sevenfold nổi danh với âm thanh rock phong phú và hình ảnh bắt mắt trên bìa album và các vật phẩm thương mại. Ban nhạc nổi lên với chất liệu âm thanh metalcore ở album đầu tay Sounding the Seventh Trumpet và chủ yếu đưa loại âm thanh này sang album thứ hai Waking the Fallen. Phong cách của ban có bước chuyển ở album thứ ba (cũng là sản phẩm đầu tiên do hãng đĩa lớn phát hành) - City of Evil, sang phong cách thiên về heavy metal truyền thống hơn. Ban nhạc tiếp tục khám phá những âm thanh mới ở nhạc phẩm trùng tên nhóm và tiếp tục gặt hái thành công trên thị trường đại chúng, trước khi tay trống sáng lập Jimmy "The Rev" Sullivan mất vào năm 2009. Tuy mất anh ấy, song Avenged Sevenfold tiếp tục hoạt động với sự hỗ trợ của tay trống Mike Portnoy (Dream Theater), họ phát hành và đi tour để quảng bá album thứ năm Nightmare vào năm 2010 - nhạc phẩm ra mắt ở ngôi đầu bảng Billboard 200 và trở thành album quán quân đầu tiên của họ.
Năm 2011, tay trống Arin Ilejay vào ban nhạc để đi tour và thu âm. Album thứ sáu Hail to the King được phát hành vào năm 2013 và là album duy nhất của Avenged Sevenfold có sự xuất hiện của Ilejay. Tác phẩm theo phong cách heavy metal và hard rock, được sáng tác nhằm tri ân những nghệ sĩ ảnh hưởng đến họ. Hail to the King giành ngôi quán quân trên Billboard 200, UK Albums chart, cũng như các bảng xếp hạng của Brasil, Canada, Ireland và Phần Lan. Ilejay rời ban nhạc vào cuối năm 2014 và người thay thế anh là  Brooks Wackerman (cựu tay trống của Bad Religion), nhưng mãi đến năm 2015 thì đội hình nhóm mới được công bố trước khán giả. Tiếp đến ban nhạc bất ngờ phát hành album phòng thu thứ bảy The Stage vào tháng 10 năm 2016, nhạc phẩm ra mắt ở vị trí số bốn trên bảng Billboard 200 ở Hoa Kỳ. The Stage là album chủ đề đầu tiên của họ, đánh dấu thêm bước thay đổi nữa về mặt phong cách khi chuyển sang âm thanh progressive metal. Ban nhạc phát hành album phòng thu thứ tám Life Is But a Dream... - một đĩa nhạc có tính thể nghiệm cao vào tháng 6 năm 2023.
Tính đến nay, Avenged Sevenfold đã phát hành tám album phòng thu, một album/DVD nhạc sống, hai album tuyển tập, 18 đĩa đơn và tiêu thụ hơn 8 triệu album toàn thế giới; các đĩa nhạc của họ nhận được nhiều chứng chỉ tiêu thụ, gồm 5 đĩa bạch kim từ RIAA. Họ cũng sáng tác bốn bài gốc cho loạt game Call of Duty: Black Ops, toàn bộ chúng được tổng hợp ở đĩa EP Black Reign (2018). Ban được xếp thứ 47 trong danh sách Top 50 ban nhạc metal hay nhất mọi thời đại của Loudwire.

## Lịch sử hoạt động

### Thành lập vàSounding the Seventh Trumpet(1999–2002)
Avenged Sevenfold được các thành viên Matt Sanders, James Sullivan, Zachary Baker và Matt Wendt thành lập vào năm 1999 ở Huntington Beach, California. Tuy không phải ban nhạc tôn giáo, Sanders nghĩ ra cái tên để liên hệ tới câu chuyện của Cain và Abel trong Kinh Thánh - nằm ở Sách Sáng Thế 4:24. Cả bốn thành viên đều có kinh nghiệm biểu diễn trong ban nhạc: Sanders làm giọng ca và Wendt chơi bass cho ban nhạc punk Successful Failure, Baker đánh guitar ở các ban nhạc punk Society Down và MPA (viết tắt của Mad Porn Action/Addiction), còn Sullivan là tay trống cho ban nhạc ska Suburban Legends (tên cũ là Bomb Squad).
Thành quả sáng tạo đầu tiên của Avenged Sevenfold là đĩa demo gồm ba bài hát được thu vào tháng 10 năm 1999 tại A-Room Studios ở Quận Orange, California. Ban nhạc diễn show đầu tiên ở Quảng trường thành phố Walnut, California vào ngày 11 tháng 2 năm 2000. Trong khoảng thời gian này, họ nhận được lời mời từ Sadistic Records để sáng tác góp vào hai đĩa tuyển tập, thế nên ban nhạc thu hai bài hát mới và phát hành chùng cùng các bài đã thu trước đó trên đĩa demo. Họ gửi đĩa demo cho hãng thu âm Good Life Recordings của Bỉ và ngay lập tức nhận được hợp đồng. Sau đó, ban nhạc tham gia làm hai album tuyển tập nữa: GoodLife 4 cho hãng của họ và đĩa  Scrape III cho Novocaine Records. Cũng trong thời gian ấy, Matt Wendt rời nhóm để đi học đại học còn Justin Meacham (tay bass cũ của Suburban Legends gia nhập Avenged Sevenfold). Cuối năm 2000, bốn thành viên lấy nghệ danh đầu của từng người – M. Shadows, Zacky Vengeance, Justin Sane và The Rev – và ghi album đầu tay Sounding the Seventh Trumpet. Đầu năm 2001, tay lead guitar và người bạn cũ Synyster Gates vào ban nhạc và họ thu lại bài mở đầu "To End the Rapture" cho đĩa đơn chủ đạo/EP Warmness on the Soul (phát hành vào tháng 4 năm 2001). Tuy album đầu tay của nhóm dự kiến ra mắt vào tháng đó, song lịch bị dời nhiều lần và sau cùng chuyển ngày phát hành sang 24 tháng 7 năm 2001 trên Good Life Recordings.
Khoảng tháng 8 năm 2001, Meacham cố tự sát bằng cách uống quá liều siro trị ho. Vụ việc này là lý do Avenged Sevenfold tham gia Take Action Tour vào năm 2003. Trong thời gian Meacham nằm viện, anh vẫn trong tình trạng sức khỏe xấu và buộc phải rời ban nhạc. Trong một buổi phỏng vấn, ca sĩ chính M. Shadows chia sẻ về Meacham: "anh ấy làm não mình bị nhiễm độc và đang ở trong trại tâm thần một thời gian dài, khi bạn có người trong ban nhạc làm như thế, nó hủy hoại mọi thứ xung quanh bạn và làm bạn muốn hành động để ngăn chuyện đó xảy đến với người khác." Người thay thế Meacham là Frank Melcom (nghệ danh là Dameon Ash và từng biểu diễn cùng ban nhạc trong mấy tháng sau), song không xuất hiện trong bất cứ sản phẩm nào.
Ngày 18 tháng 1 năm 2002, Avenged Sevenfold rời Good Life Recordings và ký hợp đồng với Hopeless Records. Họ tái phát hành album đầu tay vào ngày 19 tháng 3 và còn xuất hiện đĩa sample Hopelessly Devoted To You Vol. 4 vào tháng 4. Ban nhạc bắt đầu được ghi nhận nhờ biểu diễn cùng các ban nhạc như Mushroomhead và Shadows Fall. Họ mất cả năm đi tour để quảng bá album đầu tay và tham gia Vans Warped Tour. Vào tháng 9, Dameon Ash rời Avenged Sevenfold và tay bass hiện tại của nhóm - Johnny Christ được kết nạp, qua đó hoàn thiện đội hình nổi danh nhất của họ.

### Waking the FallenvàCity of Evil(2003–2005)
Sau khi tìm được tay bass mới, nhóm phát hành album phòng thu thứ hai có nhan đề Waking the Fallen trên Hopeless Records vào tháng 8 năm 2003. Album có khâu sản xuất chuẩn và chín chắn hơn so với album trước của họ. Ban nhạc có được hồ sơ hoạt động trên Billboard và The Boston Globe, rồi một lẫn nữa tham gia các tour Vans Warped và Take Action Tour. Ngay sau khi phát hành Waking the Fallen, Avenged Sevenfold rời Hopeless Records và chính thức ký hợp đồng với Warner Bros. Records vào ngày 1 tháng 11 năm 2003. Năm 2004, Avenged Sevenfold đi tour một lẫn trong Vans Warped Tour và thu âm một video âm nhạc (MV) cho bài hát "Unholy Confessions" - ca khúc về sau được đưa lên sóng chương trình Headbangers Ball của MTV2.
City of Evil (album phòng thu thứ ba và tác phẩm ra mắt hãng đĩa lớn của nhóm) được phát hành vào ngày 6 tháng 6 năm 2005 và ra mắt ở vị trí số 30 trên bảng Billboard 200 nhờ tiêu thụ hơn 30.000 bản ở tuần đầu phát hành. Nhạc phẩm sở hữu âm thanh metal truyền thống hơn so với các album trước của Avenged Sevenfold - làm cho nhóm được phân vào thể loại metalcore. Album còn gây chú ý bởi thiếu giọng scream và growl; M. Shadows đã làm việc với huấn luyện viên thanh nhạc Ron Anderson—từng có các khách hàng gồm Axl Rose và Chris Cornell—trong bốn tháng trước khi ra mắt album để có được âm thanh "vừa gai góc vừa có âm điệu". Album nhận được đánh giá tích cực từ một số ấn phẩm tạp chí và website, được ghi nhận đã tạo dựng danh tiếng của ban nhạc vươn tầm quốc tế.

### Avenged Sevenfold(2006–2008)

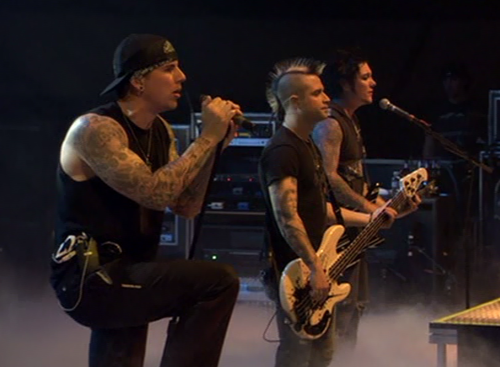
Avenged Sevenfold biểu diễn vào năm 2008

Sau suất diễn ở Ozzfest vào năm 2006, Avenged Sevenfold đã gây chú ý khi đánh bại các ca sĩ R&B Rihanna và Chris Brown, Panic! at the Disco, Angels & Airwaves và James Blunt để giật giải Nghệ sĩ mới xuất sắc nhất tại giải Video âm nhạc của MTV, một phần nhờ có bài hát "Bat Country" lấy cảm hứng từ Fear and Loathing in Las Vegas. Họ trở lại Vans Warped Tour, lần này giành suất diễn chính và tiếp thực hiện tour riêng mang tên "Cities of Evil Tour." Ngoài ra, đĩa đơn chủ đạo "Bat Country" giành vị trí số 2 trên bảng Billboard Mainstream Rock Charts, vị trí số 6 trên Billboard Modern Rock Charts, còn MV của bài cũng giành vị trí số một trên Total Request Live của MTV. Nhờ động lực từ thành công này, City of Evil bán chạy và trở thành đĩa vàng đầu tiên của Avenged Sevenfold. Sau đó, đĩa nhạc được chứng nhận bạch kim vào tháng 8 năm 2009. Avenged Sevenfold được mời tham dự Ozzfest tour để lần đầu diễn trên sân khấu chính cùng những tên tuổi rock/heavy metal khác như DragonForce, Lacuna Coil, Hatebreed, Disturbed và System of a Down vào năm 2006. Cùng năm ấy, họ cũng hoàn thành tour toàn thế giới, gồm các chặng ở Hoa Kỳ, New Zealand, Nhật Bản và Úc. Sau khi mất sáu tháng quảng bá City of Evil, ban nhạc thông báo hủy tour vào mùa thu năm 2006 để thu nhạc mới. Trong thời gian tạm thời, ban nhạc phát hành đĩa DVD đầu tiên có ghi nhan đề All Excess vào ngày 17 tháng 7 năm 2007. All Excess (ra mắt ở vị trí số 1 trong số các DVD ở Hoa Kỳ) gồm các tiết mục trực tiếp và thước phim hậu trường ghi lại sự nghiệp dài tám năm của ban nhạc. Hai album tri ân gồm Strung Out on Avenged Sevenfold: Bat Wings and Broken Strings và Strung Out on Avenged Sevenfold: The String Tribute cũng được phát hành vào tháng 10 năm 2007.
Ngày 30 tháng 10 năm 2007, Avenged Sevenfold phát hành album trùng tên nhóm - cũng là album phòng thu thứ tư của ban. Nhạc phẩm ra mắt ở vị trí số 4 trên Billboard 200 với hơn 90.000 bản tiêu thụ. Hai đĩa đơn gồm "Critical Acclaim" và "Almost Easy" được phát hành trước ngày ra mắt album. Tháng 12 năm 2007, MV hoạt họa cho bài "A Little Piece of Heaven" được tiến hành. Tuy nhiên, do chủ đề của ca khúc gây tranh cãi, Warner Brothers chỉ phát hành bài cho những người dùng đăng ký MVI trên internet. Đĩa đơn thứ ba, "Afterlife" và MV của bài được phát hành vào tháng 1 năm 2008. Đĩa đơn thứ tư "Dear God" được phát hành vào ngày 15 tháng 6 năm 2008. Tuy nhận được đánh giá chuyên môn trái chiều, album trùng tên nhóm vẫn tiêu thụ hơn 500.000 và được trao giải "Album của năm" tại giải Kerrang!.
Avenged Sevenfold giành suất diễn chính ở Taste of Chaos tour (2008) cùng Atreyu, Bullet for My Valentine, Blessthefall và Idiot Pilot. Đoạn phim ghi lại show cuối của họ ở Long Beach được dùng để đưa vào sản phẩm kế tiếp là Live in the LBC & Diamonds in the Rough, được phát hành vào ngày 16 tháng 9 năm 2008. Nội dung của đãi gồm đĩa DVD ghi trực tiếp từ tiết mục của nhóm tại Long Beach, và một đĩa CD chứa các bài mặt B từ Avenged Sevenfold, và các vật phẩm hiếm khác, như bìa các bài "Walk" của Pantera và "Flash of the Blade" của Iron Maiden.

### Cái chết của The Rev vàNightmare(2009–2011)

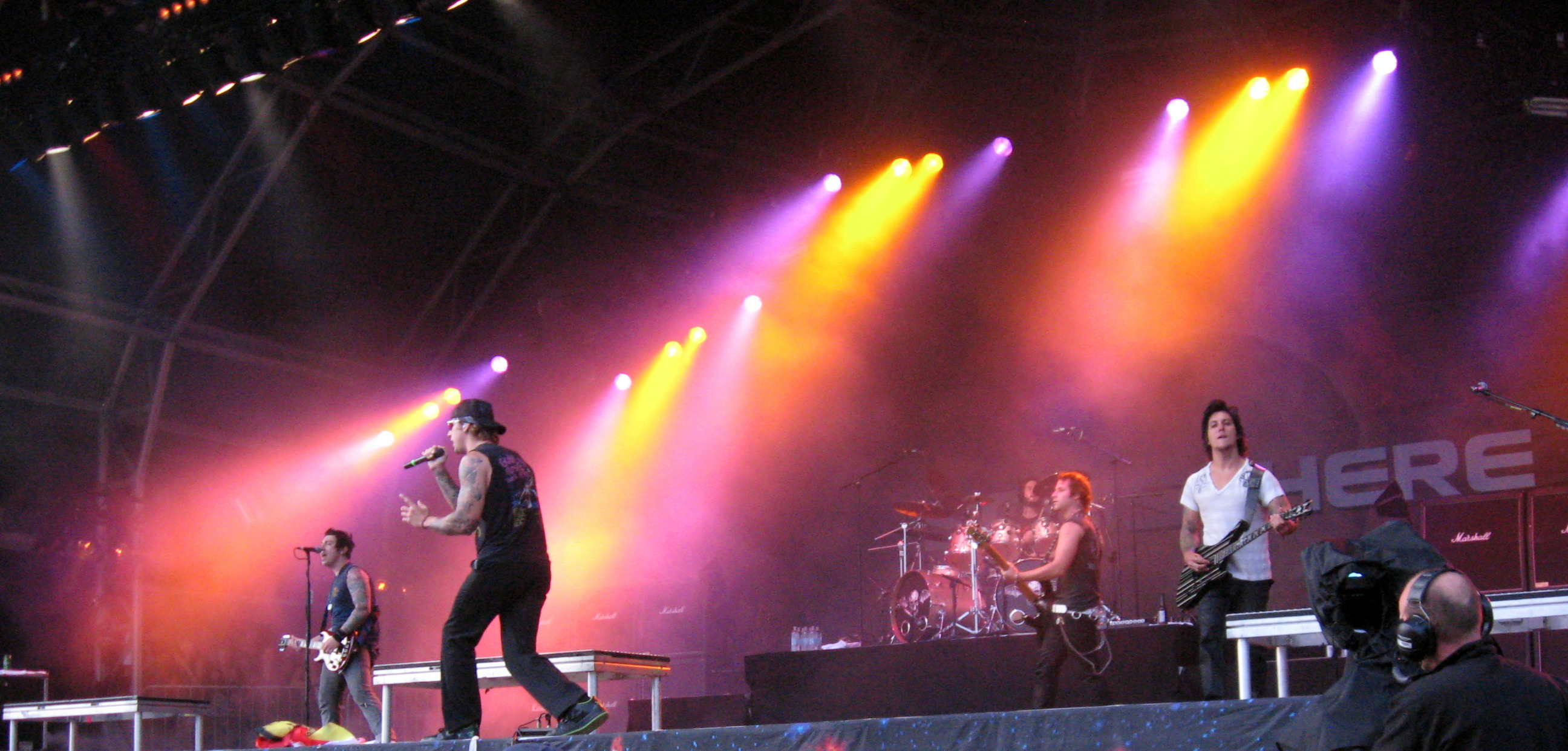
Avenged Sevenfold biểu diễn tại nhạc hội Sonisphere vào ngày 2 tháng 8 năm 2009. Đây là show cuối của The Rev cùng ban nhạc trước khi anh mất.

Tháng 1 năm 2009, M. Shadows xác nhận ban đang sáng tác phần tiếp nối cho album thứ tư trùng tên nhóm trong những tháng sắp tới. Họ còn diễn tại Rock on the Range từ ngày 16–17 tháng 5 năm 2009. Ngày 16 tháng 4, nhóm trình bày bài "It's So Easy" của Guns N' Roses trên sân khấu với Slash tại Nhà hát Nokia Theater ở Los Angeles. Ngày 28 tháng 12 năm 2009, tay trống James "The Rev" Sullivan bị phát hiện tử vong tại nhà riêng, thọ 28 tuổi. Cuộc khám nghiệm tử thi không ra kết quả rõ ràng, nhưng vào ngày 9 tháng 6 năm 2010, nguyên nhân tử vong được tiết lộ là "ngô độc chất kích thích tổng hợp cấp tính do tác dụng tổng hợp của Oxycodone, Oxymorphone, Diazepam/Nordiazepam và ethanol". Theo phát ngôn của ban nhạc, nhóm bày tỏ sự đau buồn trước cái chết của The Rev rồi đăng thông điệp từ gia đình Sullivan cho biết họ thể hiện lòng biết ơn với các người hâm mộ vì đã ủng hộ họ. Các thành viên thừa nhận có lúc họ đã cân nhắc giải tán ban trong một số buổi phỏng vấn. Tuy nhiên vào ngày 17 tháng 2 năm 2010, Avenged Sevenfold thông báo họ đã bước chân vào phòng thu cùng Mike Portnoy (cựu tay trống của Dream Theater) để khỏa lấp vị trí của The Rev.

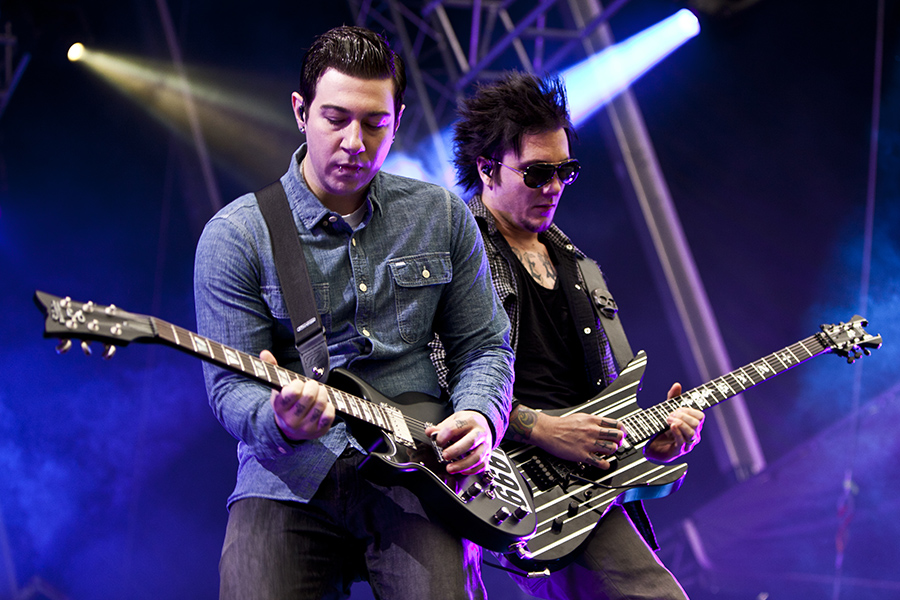
Zacky Vengeance và Synyster Gates trình diễn trực tiếp ở Na Uy vào năm 2011

Đĩa đơn "Nightmare" được phát hành trên các nền tảng nhạc số vào ngày 18 tháng 5 năm 2010. Ngày 6 tháng 5 năm 2010, bài hát bị phát tán lậu trên Amazon.com, nhưng ngay lập tức bị gỡ bỏ. Công đoạn trộn âm cho album được hoàn thiện tại thành phố New York, và cuối cùng Nightmare được phát hành vào ngày 27 tháng 6 năm 2010 tại Hoa Kỳ. Nhạc phẩm nhận được đánh giá từ trái chiếu đến tích cực từ giới phê bình âm nhạc, song được người hâm mộ hưởng ứng nồng nhiệt. Nightmare dễ dàng xô đổ doanh số dự kiến, ra mắt ở vị trí quán quân trên Billboard 200 với doanh số 163.000 đơn vị trong tuần đầu tiên ra mắt. Sau khi hoàn thành nhạc phẩm, vào tháng 12, Portnoy và ban nhạc cùng lúc đăng thông báo trên website của từng bên rằng anh sẽ không thay thế cho The Rev trong ban nhạc. Tuy nhiên, Portnoy vẫn đồng hành cùng ban nhạc ra nước ngoài vào tháng 12 năm 2010 để làm ba show ở Iraq và Kuwait do USO tài trợ. Họ biểu diễn trước quân đội Hoa Kỳ ở Trại Adder, Trại Beuhring và Căn cứ không quân Balad. Ngày 20 tháng 1 năm 2011, Avenged Sevenfold thông báo qua Facebook rằng Arin Ilejay (cựu tay trống của Confide) sẽ bắt đầu đi tour cùng họ trong năm đó. Lúc đấy anh vẫn chưa được xem là thành viên chính thức.
Avenged Sevenfold biểu diễn tại nhạc hội Rock am Ring and Rock im Park vào ngày 3–5 tháng 6 năm 2011 cùng các ban nhạc như Alter Bridge, System of a Down và In Flames. Tháng 4 năm 2011, ban nhạc giành suất diễn chính tại lễ trao giải Golden God Awards do Metal Hammer tổ chức. Cùng đêm ấy, ban nhạc thắng ba giải gồm: "Giọng ca xuất sắc nhất" (M. Shadows), "Nghệ sĩ chơi guitar Epiphone xuất sắc nhất" (Synyster Gates và Zacky Vengeance), và "Album của năm" cho Nightmare, còn Mike Portnoy giật giải "Tay trống xuất sắc nhất" cho đóng góp của anh trong album.
Avenged Sevenfold diễn chính tại Uproar Festival 2011 với các nghệ sĩ diễn phụ gồm Three Days Grace, Seether, Bullet for My Valentine, Escape the Fate và một số nhóm khác. Tháng 11 và tháng 12 năm 2011, ban nhạc tiếp tục làm tour "Buried Alive" với các nghệ sĩ diễn phụ gồm Hollywood Undead, Asking Alexandria và Black Veil Brides.

### Hail to the KingvàWaking the Fallen: Resurrected(2012–2014)
Ngày 11 tháng 4 năm 2012, Avenged Sevenfold đoạt các giải "Ban nhạc diễn trực tiếp xuất sắc nhất và "Người hâm mộ trung thành nhất" tại lễ trao giải Golden Gods của tạp chí Revolver. Ban nhạc đi tour khắp châu Á vào tháng 4 và đầu tháng 5, diễn tại nhạc hội Orion Music + More vào ngày 23 và 24 tháng 6 tại Atlantic City, New Jersey cùng Metallica, Cage the Elephant và một số nhóm khác.

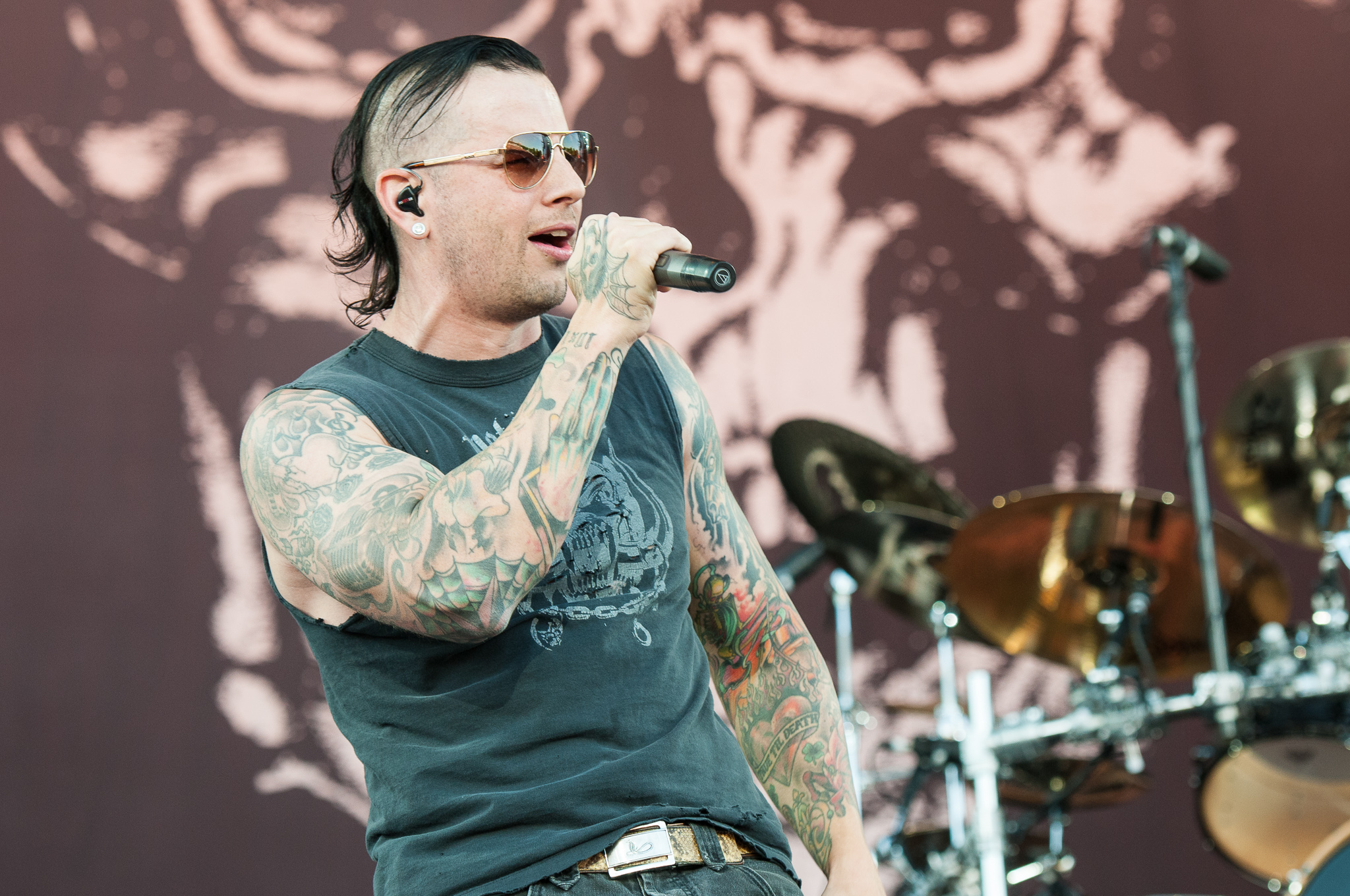
M. Shadows tại Rock im Park, Đức, 2014

Ngày 24 tháng 9 năm 2012, Avenged Sevenfold phát hành bài hát mới có nhan đề "Carry On"; bài đã được đưa vào trò chơi video Call of Duty: Black Ops II. Ngày 15 tháng 11 năm 2012, giọng ca M. Shadows cho biết ban nhạc đang tiến hành làm album mới sau khi thu bài "Carry On" vào tháng 8 năm 2012. Ban nhạc bắt đầu thu chất liệu cho album vào tháng 1 năm 2013. Tiếp đến ban nhạc bắt đầu phát trực tuyến các trích đoạn của album vào tháng 5 năm 2013 trên ứng dụng phát thanh mới của họ. Trên ứng dụng đó, Arin Ilejay được xác nhân thành viên chính thức và thay thế The Rev quá cố. M. Shadows chia sẻ album sẽ sở hữu âm thanh chịu ảnh hưởng của blues rock hơn và kiểu classic rock/metal hơn như Black Sabbath và Led Zeppelin.
Ban nhạc được xác nhận biểu diễn tại nhạc hội Rock in Rio 2013 vào ngày 22 tháng 9 năm 2013. Ngày 24 tháng 5 năm 2013, ban nhạc thông báo lịch diễn cho tour ở châu Âu cùng Five Finger Death Punch và Device làm nghệ sĩ diễn phụ cho họ.
Album có nhan đề Hail to the King được phát hành vào ngày 23 tháng 8 năm 2013. Đây là album đầu tiên của Avenged Sevenfold không có đóng góp âm nhạc nào từ tay trống quá cố The Rev. Đĩa đơn chủ đạo kiêm bài tiêu đề của album được phát hành vào ngày 15 tháng 7 năm 2013. Hail to the King giành ngôi quán quân Billboard 200 của Mỹ, UK albums chart, cũng như các bảng xếp hạng của Brasil, Canada, Ireland và Phần Lan, gặt hái thành công về mặt thương mại lẫn được giới phê bình đánh giá cao. Ban nhạc giành suất diễn chính tại nhạc hội kéo dài hai ngày mang tên Welcome to Rockville của Monster Energy tại Jacksonville, Florida, vào các ngày 26–27 tháng 4 năm 2014; họ tham dự cùng 25 nghệ sĩ nhạc rock khác, chẳng hạn như Motörhead, Rob Zombie, Chevelle, Korn, Staind, Alter Bridge, The Cult, Five Finger Death Punch, Volbeat, Black Label Society và Seether. Ngày 13 tháng 6, ban nhạc diễn chính đêm Thứ Sáu của Download Festival 2014. Ban nhạc cũng diễn chính ở Mayhem Festival 2014 cùng Korn, Asking Alexandria và Trivium.
Tháng 3 năm 2014, giọng ca M. Shadows tiết lộ trong một buổi phỏng vấn với Loudwire ban nhạc có kế hoạch ra mắt sản phẩm để nhân kỷ niệm 10 năm ra mắt Waking the Fallen. Waking the Fallen: Resurrected được phát hành vào ngày 25 tháng 8 năm 2014. Đĩa tái bản đã giành vị trí số 10 trên Billboard 200.

### Thay đổi tay trống vàThe Stage(2015–2017)
Tháng 10 năm 2014, M. Shadows xác nhận ban nhạc chuẩn bị bắt đầu sáng tác album thứ bảy vào giữa năm 2015. Tháng 7 năm 2015, ban nhạc thông báo trên trang web rằng họ sẽ chia tay tay trống Arin Ilejay do "khác biệt về sáng tạo". Tháng 10 năm 2015, ban nhạc thông báo trên trang web rằng họ đang làm việc cùng tay trống mới được một năm để đảm bảo người này phù hợp trước khi tiến hành thay đổi đột xuất. Ngày 21 tháng 10, trong một buổi phỏng vấn với tạp chí Kerrang!, tay guitar Zacky Vengeance tiết lộ ban nhạc đã tiến hành làm album mới trong mấy tháng qua và họ đã sáng tác xong một số bài hát. Ngày 4 tháng 11 năm 2015, ban nhạc thông báo Brooks Wackerman sẽ thay thế Arin Ilejay làm tay trống của Avenged Sevenfold. Trong một buổi phỏng vấn với Kerrang! vào ngày 3 tháng 12, tay guitar Zacky Vengeance chia sẻ album mới theo hướng giàu giai điệu và kích động, miêu tả nhạc phẩm là cực kỳ "hung hãn".
Ngày 14 tháng 1 năm 2016, Billboard đưa tin rằng Avenged Sevenfold đã bị Warner Bros. kiện vì cố tìm cách rời hãng đĩa. Sau đó ban nhạc đăng phát ngôn nói rõ rằng họ muốn rời đa số các giám đốc từng giúp ban nhạc ký hợp đồng với Warner Bros không còn làm việc cho hãng nữa. Họ cũng tiết lộ ban nhạc sẽ sớm bước chân vào phòng thu để ghi album mới, dự định phát hành nó vào năm 2016. Ngày 31 tháng 3, ban nhạc đăng teaser về album sắp tới trên trang web của họ.
Ngày 18 tháng 8 năm 2016, ban nhạc diễn live show trước 1500 khán giả ở Minnesota, đánh dấu màn biểu diễn trực tiếp với tay trống mới Brooks Wackerman. Ban nhạc được thông báo sẽ hỗ trợ diễn cho Metallica cùng Volbeat tại sân vận động U.S. Bank vào ngày 20 tháng 8 năm 2016, đây là rock show đầu tiên được tổ chức ở sân vận động này. Ban nhạc cũng được công bố là những người diễn chính của Monster Energy Rock Allegiance 2016, cùng với Alice in Chains, Slayer, The Offspring, Breaking Benjamin và các nghệ sĩ khác. Avenged Sevenfold cũng biểu diễn ở nhạc hội "Louder Than Life" với tư cách đội diễn chính vào ngày 1 tháng 10, cùng với Slipknot, Slayer, Disturbed, Korn và các nghệ sĩ khác. Ngày 21 tháng 6, ban nhạc thông báo tour diễn mùa thu ở Hoa Kỳ cùng Volbeat, Killswitch Engage và Avatar. Ban nhạc cũng thông báo làm tour tại Anh vào tháng 1 năm 2017 với Disturbed và In Flames. Avenged Sevenfold được thông báo là nhân vật chính diễn tại Knotfest phiên bản Mexico vào năm 2016. Ban nhạc cũng thông báo tour châu Âu vào tháng 2 và tháng 3 năm 2017 cùng với Disturbed và Chevelle.
Ngày 3 tháng 10 năm 2016, logo Deathbat của ban nhạc bắt đầu xuất hiện dưới dạng hình chiếu ở Luân Đôn. Sau đó, Deathbat cũng bắt đầu xuất hiện ở Berlin, Toronto và Paris, chỉ ra dấu hiệu phát hành album mới. Ngày 12 tháng 10, Chris Jericho đăng ảnh trên Instagram hình logo Deathbat ghi ngày 12/9/16 bên dưới. Sau đó anh tiết lộ tựa album được cho là Voltaic Oceans, song sau đó tựa album được tiết lộ thực ra là The Stage - album chủ đề về trí tuệ thông minh - được phát hành vào ngày 28 tháng 10 năm 2016 qua Capitol Records. Album nhận được đa số đánh giá tốt sau khi ra mắt, và ban nhạc quyết định làm riêng một sân khấu cho nhạc phẩm khi thuê đạo diễn Cirque du Soleil để dựng sân khấu đó.
Avenged Sevenfold được thông báo là nghệ sĩ diễn chính tour sân vận động hè WorldWired 2017 của Metallica ở Hoa Kỳ và Canada, cùng với Volbeat và Gojira. Ban nhạc cũng thông báo làm một loạt show thuộc The Stage World Tour tại Hoa Kỳ hè năm 2017 với Volbeat, Motionless in White và A Day to Remember làm nghệ sĩ khách mời trong nhiều ngày diễn.

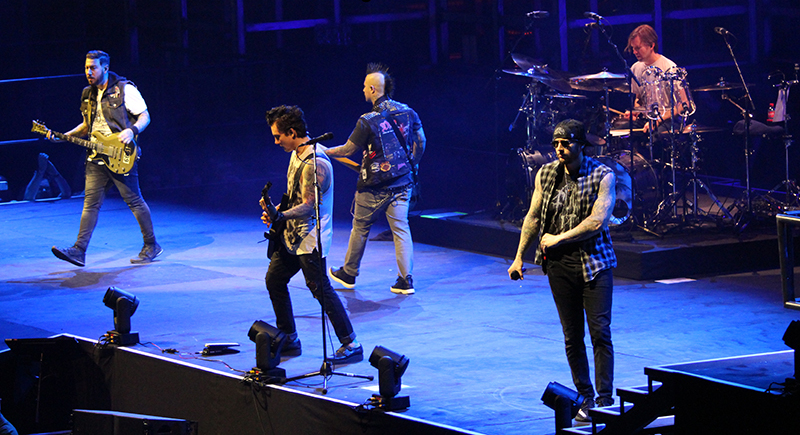
Avenged Sevenfold trên sân khấu ở Dublin, Ireland năm 2017

Trong buổi phỏng vấn với Billboard vào tháng 12 năm 2017, M. Shadows tiết lộ ban nhạc đang định làm "tour hè lớn ở Hoa Kỳ vào năm 2018" và ban nhạc sắp bắt đầu tiến hành làm sản phẩm tiếp nối The Stage vào cuối năm 2018. Sau đó End of the World được thông báo với Prophets of Rage để tổ chức vào hè năm 2018. Ban nhạc cũng được thông báo là một trong những người diễn chính ở Rock on the Range và Download Festival (2018), bên cạnh xuất hiện tại Hellfest, Graspop Metal Meeting, Rock am Ring và Rock im Park cùng năm ấy. Do cổ họng M. Shadows bị mọc vết phồng rộp, ban nhạc đã hoàn các ngày diễn còn lại trong tour hè với Prophets of Rage.
Tại giải Grammy lần thứ 60, Avenged Sevenfold được đề cử ở hạng mục "Bài hát rock xuất sắc nhất" cho "The Stage".
Ban nhạc đã phát hành đĩa đơn có tựa "Mad Hatter" vào tháng 9 năm 2018, bài này được sáng tác riêng cho trò chơi video Call of Duty: Black Ops 4. Sau đó bài được đưa vào EP Black Reign vào một tháng sau, đĩa này tập hợp cả bốn bài hát mà Avenged Sevenfold làm cho loạt Call of Duty.

### Life Is But a Dream...(2018–nay)
Tháng 5 năm 2018, tay bass Johnny Christ đính chính trong buổi phỏng vấn rằng ban nhạc đang lấy ý tưởng và sáng tác tại phòng thu riêng của họ để bắt đầu làm đĩa nhạc kế tiếp vào tháng 9 hoặc tháng 10 năm 2018.
Tháng 9 năm 2018, Synyster Gates tiết lộ trong một phỏng vấn với Loudwire rằng ban nhạc đang bắt đầu làm album phòng thu thứ tám: "Hãy còn sớm, nhưng chúng tôi đang làm một số thứ rồi". Vào tháng 3 năm 2019, Zacky Vengeance cho biết ban nhạc sẽ ngưng đi tour hết năm để tập trung làm album sắp tới, và ban nhạc thật sự chú tâm vào chất liệu sáng tác mới. Tháng 1 năm 2020, Avenged Sevenfold phát hành "Set Me Free" - bài chưa được phát hành và ghi trong các buổi ghi nháp của Hail to the King. Họ cũng thông báo bài hát sẽ được đưa vào đĩa tái bản Live in the LBC & Diamonds in the Rough được phát hành vào ngày 6 tháng 3. Bản giới hạn đĩa vinyl của Diamonds in the Rough cũng được phát hành.
Ngày 14 tháng 3 năm 2023, sau khi ra nhiều teaser video, ban nhạc phát hành đĩa đơn đầu tiên "Nobody" kèm một MV. Cùng lúc ấy, họ chính thức thông báo album phòng thu thứ tám Life Is But a Dream... được chọn phát hành vào ngày 2 tháng 6 năm 2023, đồng thời tiết lộ bìa album và danh sách ca khúc.

## Phong cách và ảnh hưởng âm nhạc
Các thành viên của Avenged Sevenfold đã nhắc tới những nghệ sĩ ảnh hưởng đến mình, gồm In Flames, Metallica, Iron Maiden, Megadeth, Slayer, Mr. Bungle, Elton John, Leonard Cohen, At the Gates, Helloween, Dream Theater, Pennywise, NOFX, Pantera, Def Leppard, Guns N' Roses, The Beatles, Anthrax, Testament, Black Sabbath, Led Zeppelin và the Rolling Stones.
Phong cách âm nhạc của Avenged Sevenfold đã liên tục phát triển trong suốt sự nghiệp của ban nhạc. Vì thế mà ban nhạc được phân vào nhiều thể loại heavy và extreme, chủ yếu là heavy metal, alternative metal, hard rock, và progressive metal (nổi bật nhất ở album The Stage). Phong cách của ban ở hai album đầu tiên chủ yếu được phân vào dòng metalcore. Album đầu tay Sounding the Seventh Trumpet, vừa sở hữu âm thanh đa phần là hardcore hoặc metalcore, vừa có đôi chút khác biệt so với thể loại này, đáng chú ý ở "Warmness on the Soul" - một bài ballad trên dương cầm. Trong Waking the Fallen, ban nhạc một lần nữa thể hiện phong cách metalcore, nhưng bổ sung giọng hát clean (rõ tiếng) hơn, thiên về nhạc metal hơn và dần tách khỏi hardcore. Trong đĩa DVD All Excess, nhà sản xuất Andrew Murdock giải thích về sự thay đổi này: "Lúc tôi gặp ban nhạc (sau khi Sounding the Seventh Trumpet ra mắt và trước khi họ thu Waking the Fallen), M. Shadows nói với tôi 'Đĩa nhạc này là screaming (gào). Đĩa nhạc chúng tôi muốn làm là nửa screaming nửa hát. Tôi không muốn scream nữa. Và sau đó toàn bộ đĩa nhạc đều là hát'."
Ở album thứ ba City of Evil, Avenged Sevenfold quyết định từ bỏ hoàn toàn thể loại metalcore, tạo ra âm thanh nhất quán với hard rock, heavy metal và progressive metal. Album trùng tên của Avenged Sevenfold thể nghiệm hàng loạt dòng nhạc hơn cả City of Evil, đáng chú ý là ở "Dear God" (bài theo phong cách đồng quê) và "A Little Piece of Heaven" (chịu ảnh hưởng của nhạc show tunes từ Broadway, đa phần sử dụng nhạc cụ đồng thau và dàn nhạc dây để giành vai trò của lead và rhythm guitar). Nightmare lại chứa những thể nghiệm đi xa hơn nữa, gồm một bài ballad đệm trên dương cầm ("Fiction"), một bài thiên về progressive metal ("Save Me") và một bài sở hữu âm thanh heavy metal với giọng extreme (giọng nằm ngoài chuẩn mực thông thường) và phần khí nhạc nặng đô hơn ("God Hates Us"). Album phòng thu thứ sáu Hail to the King lại trình bày thứ âm thanh classic metal và có nhiều câu riff. Ở album thứ bảy The Stage, ban nhạc đi sâu hơn vào dòng progressive metal, kết hợp thể loại với các yếu tố của thrash metal. Album thứ tám Life Is But a Dream... cho thấy ban nhạc đi theo chất liệu âm thanh của dòng avant-garde metal hơn.
Avenged Sevenfold đã bị chỉ trích vì "nhạc chưa đủ độ metal". Nhằm đáp trả phê phán đó, giọng ca M. Shadows phát biểu: "chúng tôi chơi nhạc chỉ đơn thuần vì âm nhạc thôi, chứ không phải để chúng tôi bị gắn mác là ban nhạc metal. Cái đó giống như bảo bọn tôi [chơi nhạc] không đủ punk vậy. Ai quan tâm chứ?" Avenged Sevenfold là một trong những nghệ sĩ tiên phong trong trào lưu làn sóng mới của heavy metal Mỹ.

## Thành viên

Các thành viên tại 3 Arena, Dublin vào ngày 7 tháng 1 năm 2017
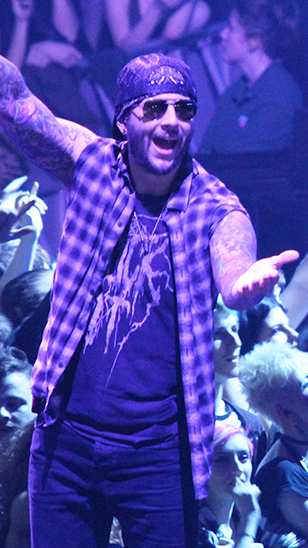
M. Shadows
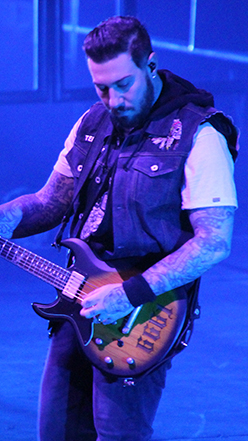
Zacky Vengeance
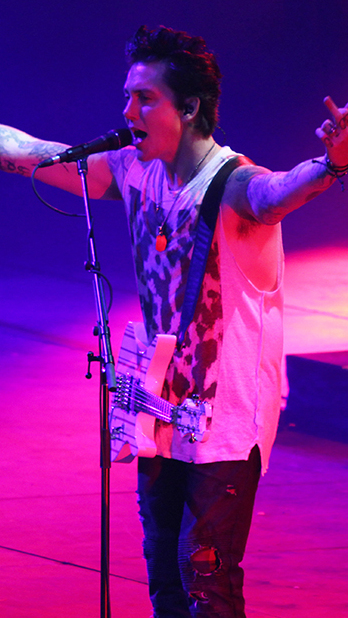
Synyster Gates
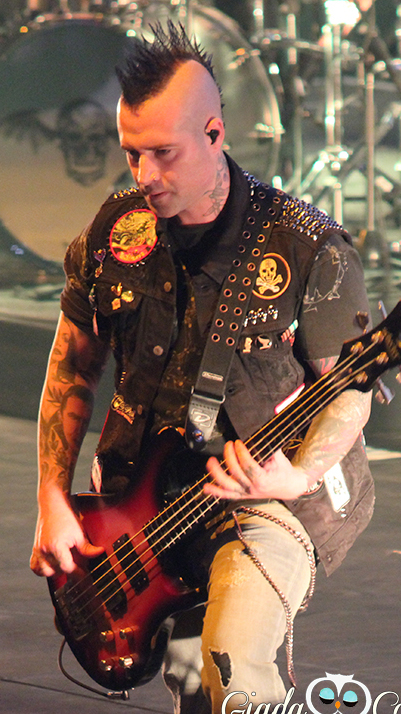
Johnny Christ
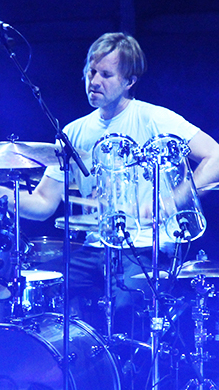
Brooks Wackerman

| Thành viên hiện tại - M. Shadows (Matthew Sanders) – hát chính, keyboard (1999–nay), guitar hỗ trợ (2000, 2016) - Zacky Vengeance (Zachary Baker) – rhythm guitar, hát bè (1999–nay); lead guitar (1999–2001) - Synyster Gates (Brian Haner Jr.) – lead guitar, keyboard, hát bè (2001–nay); đồng hát chính (2013–nay) - Johnny Christ (Jonathan Seward) – bass, hát bè (2002–nay) - Brooks Wackerman – trống (2015–nay) | Thành viên cũ - The Rev (James "Jimmy" Sullivan) – trống, hát bè, piano (1999–2009; mất năm 2009); đồng hát chính (2007–2009) - Matt Wendt – bass (1999–2000) - Justin Sane – bass, piano (2000–2001) - Dameon Ash – bass (2001–2002) - Arin Ilejay – trống (2013–2015; đi tour và diễn thời vụ 2011–2013) Cựu nhạc công thời vụ và đi tour - Mike Portnoy – trống (2010) |

Niên biểu hoạt động

## Danh sách đĩa nhạc
Album phòng thu
- Sounding the Seventh Trumpet (2001)
- Waking the Fallen (2003)
- City of Evil (2005)
- Avenged Sevenfold (2007)
- Nightmare (2010)
- Hail to the King (2013)
- The Stage (2016)
- Life Is But a Dream... (2023)

## Giải thưởng
| Năm  | Giải thưởng            | Tên đề cử                                               | Hạng mục                                   | Kết quả   | Nguồn   |
| ---- | ---------------------- | ------------------------------------------------------- | ------------------------------------------ | --------- | ------- |
| 2005 | Giải Kerrang!          | Avenged Sevenfold                                       | Ban nhạc biểu diễn trực tiếp xuất sắc nhất | Đề cử     | [ 124 ] |
| 2006 | Giải âm nhạc của MTV   | Avenged Sevenfold                                       | Nghệ sĩ mới xuất sắc nhất                  | Đoạt giải | [ 17 ]  |
| 2006 | Golden God Awards      | Avenged Sevenfold                                       | Ban nhạc quốc tế xuất sắc nhất             | Đoạt giải | [ 125 ] |
| 2006 | Total Guitar Awards    | Synyster Gates trong City of Evil                       | Nghệ sĩ guitar của năm                     | Đoạt giải | [ 125 ] |
| 2006 | Dimebag Darrell Awards | Synyster Gates trong City of Evil                       | Shredder trẻ xuất sắc                      | Đoạt giải | [ 125 ] |
| 2006 | Giải Kerrang!          | Avenged Sevenfold                                       | Ban nhạc hay nhất hành tinh                | Đề cử     | [ 126 ] |
| 2008 | Giải Kerrang!          | Avenged Sevenfold                                       | Ban nhạc quốc tế xuất sắc nhất             | Đề cử     | [ 127 ] |
| 2008 | Giải Kerrang!          | Avenged Sevenfold                                       | Ban nhạc biểu diễn trực tiếp xuất sắc nhất | Đề cử     | [ 127 ] |
| 2008 | Giải Kerrang!          | Avenged Sevenfold                                       | Album của năm                              | Đoạt giải | [ 128 ] |
| 2010 | Golden God Awards      | The Rev trong Nightmare                                 | Tay trống xuất sắc nhất                    | Đoạt giải | [ 129 ] |
| 2010 | Giải Kerrang!          | Avenged Sevenfold                                       | Ban nhạc quốc tế xuất sắc nhất             | Đề cử     | [ 130 ] |
| 2011 | Golden God Awards      | Mike Portnoy trong Nightmare                            | Tay trống xuất sắc nhất                    | Đoạt giải | [ 131 ] |
| 2011 | Golden God Awards      | Synyster Gates & Zacky Vengeance trong Nightmare        | Nghệ sĩ guitar xuất sắc nhất               | Đoạt giải | [ 131 ] |
| 2011 | Golden God Awards      | M. Shadows trong Nightmare                              | Giọng ca xuất sắc nhất                     | Đoạt giải | [ 131 ] |
| 2011 | Golden God Awards      | Nightmare                                               | Album của năm                              | Đoạt giải | [ 131 ] |
| 2011 | Golden God Awards      | Avenged Sevenfold                                       | Ban nhạc biểu diễn trực tiếp xuất sắc nhất | Đề cử     | [ 131 ] |
| 2011 | Giải âm nhạc Loudwire  | Avenged Sevenfold                                       | Nghệ sĩ biểu diễn trực tiếp hay nhất năm   | Đoạt giải | [ 132 ] |
| 2011 | Giải Kerrang!          | Avenged Sevenfold                                       | Ban nhạc biểu diễn trực tiếp xuất sắc nhất | Đề cử     | [ 133 ] |
| 2011 | Giải Kerrang!          | "Nightmare"                                             | Đĩa đơn xuất sắc nhất                      | Đề cử     | [ 133 ] |
| 2011 | Giải Kerrang!          | Nightmare                                               | Album xuất sắc nhất                        | Đề cử     | [ 133 ] |
| 2011 | Giải Kerrang!          | Avenged Sevenfold                                       | Ban nhạc quốc tế xuất sắc nhất             | Đề cử     | [ 133 ] |
| 2011 | Revolver Awards        | "Buried Alive"                                          | Bài hát của năm                            | Đề cử     | [ 134 ] |
| 2012 | Golden God Awards      | Avenged Sevenfold                                       | Ban nhạc biểu diễn trực tiếp xuất sắc nhất | Đoạt giải | [ 135 ] |
| 2012 | Golden God Awards      | Avenged Sevenfold                                       | Người hâm mộ trung thành nhất              | Đoạt giải | [ 135 ] |
| 2013 | Golden God Awards      | "Carry On"                                              | Bài hát của năm                            | Đề cử     | [ 136 ] |
| 2013 |                        | Hail to the King                                        | Album rock của năm                         | Đề cử     | [ 137 ] |
| 2013 | Giải âm nhạc Loudwire  | "Hail to the King"                                      | Bài hát rock xuất sắc nhất                 | Đoạt giải | [ 138 ] |
| 2013 | Giải âm nhạc Loudwire  | Avenged Sevenfold                                       | Ban nhạc rock của năm                      | Đoạt giải | [ 138 ] |
| 2013 | Giải âm nhạc Loudwire  | Avenged Sevenfold                                       | Người hâm mộ tận tâm nhất                  | Đề cử     | [ 138 ] |
| 2014 | Golden God Awards      | Avenged Sevenfold                                       | Người hâm mộ tận tâm nhất                  | Đoạt giải | [ 139 ] |
| 2014 | Golden God Awards      | Hail to the King                                        | Album của năm                              | Đề cử     | [ 139 ] |
| 2014 | Golden God Awards      | M. Shadows trong Hail to the King                       | Giọng ca xuất sắc nhất                     | Đề cử     | [ 139 ] |
| 2014 | Golden God Awards      | Synyster Gates & Zacky Vengeance trong Hail to the King | Nghệ sĩ guitar xuất sắc nhất               | Đoạt giải | [ 139 ] |
| 2014 | Golden God Awards      | Arin Ilejay trong Hail to the King                      | Tay trống xuất sắc nhất                    | Đoạt giải | [ 139 ] |
| 2014 | Golden God Awards      | Johnny Christ trong Hail to the King                    | Tay bass xuất sắc nhất                     | Đề cử     | [ 139 ] |
| 2014 | Golden God Awards      | "Hail to the King"                                      | Bài hát của năm                            | Đề cử     | [ 139 ] |
| 2014 | Golden God Awards      | Avenged Sevenfold                                       | Ban nhạc quốc tế xuất sắc nhất             | Đoạt giải | [ 140 ] |
| 2016 | Total Guitar Awards    | Synyster Gates & Zacky Vengeance trong The Stage        | Nghệ sĩ guitar metal hay nhất thế giới     | Đoạt giải |         |
| 2017 | Golden God Awards      | Avenged Sevenfold                                       | Ban nhạc quốc tế xuất sắc nhất             | Đoạt giải | [ 141 ] |
| 2017 | Giải âm nhạc Loudwire  | The Stage                                               | Album metal của năm                        | Đoạt giải | [ 142 ] |
| 2018 | Giải Grammy            | "The Stage"                                             | Bài hát rock xuất sắc nhất                 | Đề cử     | [ 143 ] |